# Johan Bojer
Johan Bojer (Orkdal (Noruega), 6 de marzo de 1872 - Oppdal (Noruega), 3 de julio de 1959) fue un novelista y dramaturgo noruego.

## Biografía
Bojer nació en la villa de Orkdal en la provincia de Sør-Trøndelag. Siendo hijo de padres solteros, fue adoptado por una familia pobre en Rissa. Durante sus primeros años tuvo que trabajar en una granja y también trabajó como librero. Luego de la muerte de su padre en 1894, cambió su apellido por Bojer.
Su carrera literaria empezó con la publicación de Unge tanker en 1893 y continuó hasta los años 1920. Debido a la temática de sus obras, Bojer fue aclamado por la crítica en Noruega. Así mismo, obtuvo reconocimiento internacional después de que sus trabajos fueran traducidos a otros idiomas. Los críticos generalmente señalan a la novela Den siste viking como su mejor obra. La novela narra las vidas de varios pescadores de Trøndelag, quienes pasan el invierno pescando en las islas Lofoten.
Bojer también es reconocido por su novela Vor egen stamme, en la cual describe la historia de los noruegos que emigraron a la llanuras de Dakota del Norte. Bojer incluso viajó a Litchville (Dakota del Norte) para investigar las vidas de los inmigrantes que se habían asentado allí.

## Obras selectas
- Folk ved sjøen (1929)
- Vor egen stamme (1924)
- Den siste viking (1921)
- Den store hunger (1916)
- Fangen som sang (1913)
- Troens magt (1903)
- Et folketog (1896)